# قضاء سنجار
قضاء سنجار (بالكردية: قەزای شنگال‏) منطقة إدارية في محافظة نينوى. مركز القضاء مدينة سنجار. يوجد في القضاء منطقتان فرعيتان هما الشمال والقيروان. منطقة سنجار هي أحد مركزين رئيسيين الايزيديين. المركز الآخر هو قضاء شيخان.

## تاريخ القضاء
أُنشا قضاء سنجار عام 1934م بموجب مرسوم ملكي. بعد ثورة اليزيديين عام 1935م وُضعت المنطقة تحت السيطرة العسكرية. في عام 1987م ألغيت منطقة الشمال التي تشكلت في الأصل عام 1936م وأضيفت منطقتها إلى سنجار. تم تشكيل القيروان كمقاطعة في عام 1977 لكنها ألغيت في عام 1987 وأضيفت إلى القضاء. في عام 1994م، أدرج الشمال والقيروان كمنطقة فرعية.
في عام 2007م، أدت عدة انفجارات نفذها تنظيم القاعدة في العراق إلى مقتل المئات من اليزيديين في سنجار.
في أغسطس 2014، تعرض جبل سنجار لهجوم من قبل مسلحين من تنظيم الدولة الإسلامية في العراق والشام وانسحبوا البيشمركة الكردية، مما أدى إلى نزوح جماعي للسكان وخاصة من المكون اليزيدية. استهدف التنظيم المنطقة بسبب اعتقاده أن سكانها من عبدة الشيطان. ذكرت صحيفة نيويورك تايمز أن تنظيم الدولة قتل العشرات من الرجال الأيزيديين وأجبروا نساءهم على الزواج من مقاتلي التنظيم تحت مسمى جهاد النكاح.
وبحسب مصادر إيزيدية، عُثر على اثنين و تسعون مقابر جماعية للايزيديين بنهاية الهجوم. كما دمر مسلحو داعش ثمانية عشر مزارًا أيزيديًا منذ يونيو 2014.
في 17 تشرين الأول 2017 أُعلن أن المنطقة عادت إلى سيطرة الحكومة العراقية.
ولحد الان سنجار بدون ادارة رسمية و الحكومة لم تستطيع تحل مشاكل ادارة بسبب صراعات السياسية في منطقة و تدخلات خارجية. 
تعاني ايزيديين من مشاكل سياسية و اقتصادية بسبب الحرب و الفساد في محافظة نينوى و ادارة قضاء سنجار . 

## الجغرافيا
حدود منطقة سنجار تعد نقطة عبور مع سوريا. تقع المنطقة على بعد 136 كم من مدينة الموصل، مركز محافظة نينوى.

## أهم بلدات القضاء
من أهم قرى القضاء:
- سنوني، وتعتبر مركز ناحية الشمال.
- الخانصور.
- تل بنات.
- تل قصب .
- دهولا .
- بورك.
- وردية.
- أبو خشب قرية الشيخ مدلول المطلك الجربا.
- تل العرج قرية الشيخ ميزر الجارالله الجربا.
- دوكوري.
- خرابازار.
- زورافا.
- كوهبل.

هذا بالإضافة إلى العديد من القرى الأخرى مثل قرية كوجو وقرية الحاتمية ورمبوسي وقريتي كرشبك وحردان التي لم تشمل بالترحيل عام (1975) وان سكان جميع هذه القرى من اليزيديين عدا بعض العوائل المسلمة التي تعيش في كرشبك ودهولا، وتعد القرية القابوسية من أكبر القرى المسلمة.

## الاقتصاد
يعتمد اقتصاد المقاطعة في المقام الأول على الزراعة حيث المحاصيل الرئيسية هي الشعير والتين والقمح والتبغ. في قريتي عين الغزال والحيالي توجد حقول نفطية كانت مغلقة بسبب حرب العراق. كما تتغنى جبال سنجار بالغاز الطبيعي والمعادن الثقيلة.